# Chrysonotomyia hyalinipennis
Chrysonotomyia hyalinipennis är en stekelart som först beskrevs av Muhammad Sharif Khan och Shafee 1980.  Chrysonotomyia hyalinipennis ingår i släktet Chrysonotomyia och familjen finglanssteklar. Inga underarter finns listade i Catalogue of Life.